# 高渊港口
高渊港口是马来西亚槟城州威南县西南部的一个小村庄，东有高渊，南有双溪亚齐。村内以养殖业为主，而大部分居民都是华人，籍贯则以潮州人为主。

## 经济
高渊港口拥有全马来西亚最大的海上养殖场，以前高渊港口盛产虾，所以其马来文名为Sungai Udang(即为虾河)，但近年来虾的产量已经大大减少，而槟城二桥也破坏了这里的生态环境。也因如此，渔民们纷纷转行至海上养鱼业。有时高渊港口也会有蛤蜊等无法人工饲养的蚌壳类。

## 教育
此区只有一所华文小学。而几乎全部华裔学生都就读于毓英华小。
- 高渊港口毓英华文小学。

### 详情
毓英华小创立于1932年，而当地村民从以前至今都会将鱼获总值中拨出百分之一，以资助与承担学生的学校杂费。因学校已破旧不堪，所以该校建造新校舍以取代旧有设施。而新校舍筹款活动也展现出高渊港口居民重视教育的程度，一共筹到100万令吉。

## 交通
需通过高渊港口路(Jalan Sungai Udang)途径双溪亚齐才能抵达这里。